# Curcuma longispica
Curcuma longispica är en enhjärtbladig växtart som beskrevs av Theodoric Valeton. Curcuma longispica ingår i släktet Curcuma och familjen Zingiberaceae. Inga underarter finns listade i Catalogue of Life.